# El jardí de les tortures
El jardí de les tortures (títol original Torture Garden) és una pel·lícula de terror antològica britànica de 1967 dirigida per Freddie Francis i protagonitzada per Burgess Meredith, Jack Palance, Michael Ripper, Beverly Adams, Peter Cushing, Maurice Denham, Ursula Howells, Michael Bryant i Barbara Ewing. La partitura va ser una col·laboració entre els habituals de Hammer horror James Bernard i Don Banks. Ha estat doblada al català.
Feta per Amicus Productions, és una de les pel·lícules "portmanteau" de la marca registrada del productor Milton Subotsky, un òmnibus de contes (en aquest cas, tots de l'autor de Psycho Robert Bloch, que va adaptar la seva pròpia obra per al guió) lligat per una única narració.

## Trama
Cinc persones visiten un espectacle de fira dirigit pel showman Dr. Diabolo (Burgess Meredith). Després d'haver-los ensenyat un bon grapat d'atraccions d'estil casa embruixada, els promet una experiència genuïnament espantosa si paguen més. La seva curiositat els supera, i la petita multitud el segueix darrere d'una cortina, on cadascun veu el seu destí a través de les tisores d'una efígie de la deïtat femenina Atropos (Clytie Jessop).
- A Enoch, un playboy cobdiciós (Michael Bryant) s'aprofita del seu oncle moribund (Maurice Denham), i cau sota l'encanteri d'un gat menja-homes].
- A Terror Over Hollywood, una estrella de Hollywood (Beverly Adams) descobreix que les seves coprotagonistes són androides.
- A  Mr. Steinway, posseïa El piano de cua Bechstein amb el nom d'Euterpe es torna gelós de la nova amant del seu propietari (John Standing) (Barbara Ewing) i es venja.
- A The Man Who Collected Poe, un col·leccionista de Poe (Jack Palance) assassina un altre col·leccionista (Peter Cushing) per un objecte de col·lecció que es nega a mostrar-li, només per trobar-lo. El mateix Edgar Allan Poe (Hedger Wallace).

En un epíleg, el cinquè cap (Michael Ripper) es torna boig i utilitza les tisores d'Atropos per "matar" el Dr. Diabolo davant dels altres, fent-los entrar en pànic i fugir. Aleshores es demostra que treballa per a Diabolo, i que tot va ser falsificat. Mentre es feliciten mútuament per la seva interpretació, llavors es revela que el personatge de Palance no s'havia escapat com els altres, i ell també elogia la seva actuació, compartint un breu intercanvi amb Diabolo i encenent-li un cigarret abans de marxar. (utilitzant el mateix encenedor que va agafar en préstec en la seva visió que implicava que els esdeveniments realment van passar) Diàbolo torna a posar les tisores a la mà d'Atropos, i després trenca la quarta paret dirigint tres paraules a l'audiència, revelant-se així a si mateix ser el dimoni.

## Repartiment
- Jack Palance com a Ronald Wyatt
- Burgess Meredith com el Dr. Diabolo
- Beverly Adams com a Carla Hayes
- Peter Cushing com a Lancelot Canning
- Michael Bryant com a Colin Williams
- Barbara Ewing com a Dorothy Endicott
- John Standing com a Leo
- John Phillips com a Storm
- Michael Ripper com a Gordon Roberts
- Bernard Kay com el Dr. Heim
- Maurice Denham com l'oncle Roger
- Ursula Howells com a Miss Chambers
- David Bauer com a Charles
- Niall MacGinnis com a doctor

## Producció
La pel·lícula estava destinada a protagonitzar Peter Cushing i Christopher Lee; tanmateix, Columbia, que proporcionava el pressupost, volia dos noms nord-americans, i això va provocar el càsting de Palance i Meredith.

## Recepció crítica
La ressenya de Allmovie de la pel·lícula va ser mixta, i va escriure: "Torture Garden no té la força i la inventiva per qualificar-se com una antologia de terror de primer nivell, però ofereix prou emocions esgarrifoses per qualificar-se com una diversió de dissabte a la tarda."